# Thomas Bibb
Thomas Bibb (Contea di Amelia, 8 maggio 1783 – Mobile, 20 settembre 1839) è stato un politico statunitense. Fu il secondo governatore dell'Alabama dal 1820 al 1821. Era il fratello del governatore William Wyatt Bibb a cui subentrò quando morì.